# Nullità (ordinamento civile italiano)
La nullità, nel diritto civile italiano, è una delle due forme di invalidità che colpisce l'atto giuridico, insieme all'annullabilità (parte della dottrina considera una forma di invalidità anche l'inesistenza dell'atto).
La nullità impedisce agli elementi di fatto (dichiarazioni o comportamenti) normalmente idonei ad essere qualificati come costitutivi di un negozio, a conseguire siffatta qualificazione. La nullità, dunque, opera a monte del processo di riconoscimento dell'atto di autonomia privata ed impedisce la venuta ad esistenza della fattispecie (impedendo, com'è ovvio, anche la produzione degli effetti negoziali). Ma sul punto dissente parte della dottrina secondo cui la nullità impedisce la produzione degli effetti giuridici ma non la qualificazione giuridica dell'atto nullo. Sotto tale profilo si distinguerebbe la nullità, come patologia dell'atto, dalla inesistenza. Le altre patologie negoziali, al contrario, determinano solo l'attribuzione a soggetti portatori di peculiari interessi (solitamente le parti stesse) di diritti potestativi volti a conseguire la rimozione dell'atto negoziale.
Se guardiamo alla nullità del contratto così come disciplinata dal codice civile, essa sanziona ipotesi di scostamento dal dato normativo molto gravi, relativamente ad elementi del negozio necessari e immutabili nel tempo. 

## Caratteristiche
La nullità è:
- imprescrittibile;
- insanabile, neppure in presenza di diverso accordo tra le parti;
- rilevabile d'ufficio.

## Cause di nullità
Sono cause di nullità di un contratto:
- la mancanza di uno degli elementi essenziali del contratto (volontà delle parti, causa, oggetto, forma prevista ad substantiam);
- la contrarietà a norme imperative, all'ordine pubblico o al buon costume;
- lo specifico caso previsto da una norma di legge.

## Effetto
L'effetto della nullità è quello di rendere nullo, quindi non produttivo di effetti giuridici, il negozio giuridico.
In relazione alla nullità, questa può essere:
- totale, ossia la nullità investe tutto il negozio giuridico;
- parziale, ossia la nullità riguarda solo alcune clausole del negozio.

In caso di nullità parziale del negozio giuridico occorre avere riguardo alla qualità della clausola viziata; se questa è considerata essenziale per il negozio, la nullità della clausola comporta la nullità dell'intero negozio; altrimenti è  sostituita dai termini negoziali previsti dalla legge o, se possibile, si dà come non apposta.